# تورنيو

موقع تورنيو.

شعار تورنيو.

تورنيو (بالفنلندية: Tornio؛ بالسويدية: Torneå) مدينة فنلندية. تقع في إقليم لابي ويبلغ عدد قاطنيها 22.591 ساكن. يغطي نطاقها البلدي مساحة 1.348,55 كيلومتراً مربع، منها 161,59 ماء. وتبلغ الكثافة السكانية 19,03 نسمة لكل كيلومتر مربع.
تحد بلدية هبارندا السويدية. تورنيو هي أحادية اللغة وهي الفنلندية.

## التاريخ
أهلت دلتا نهر تورنيو بالسكان منذ نهاية العصر الجليدي الأخير، وهناك حالياً 16 موقع استيطاني معروف في المنطقة، مماثلة لتلك التي وجدت في فوليريم (6000 - 5000 قبل الميلاد). الجزء السويدي من المنطقة ليس بعيداً عن موقع أقدم مستوطنة دائمة موجودة في الدول الإسكندنافية. ترى نظرية سابقة بأن هذه المنطقة كانت غير مأهولة بالسكان و«استعمرت» من العصر الفايكنغي وما بعده تم هجرها الآن.
كانت برج الكنيسة في تورنيو واحدة من المعالم التي يستخدمها الرياضياتي الفرنسي بيير لويس موبرتوي في حساباته. بنيت الكنيسة في عام 1686 من قبل المعماري ماتي هرما.
حتى القرن التاسع عشر، تحدث سكان المناطق الريفية المحيطة بها الكيمي سامي، وهي لغة من مجموعة سامي الشرقية مشابهة للفنلندية، في حين أن أولئك في المدينة كانوا أساساً ناطقين بالسويدية.
سـُميت تورنيو "Torneå" بالسويدية بإضافة å وهي مرادف لكلمة نهر إلى "Torne"، وتمت فنلندته إلى "Tornio" في وقت لاحق.

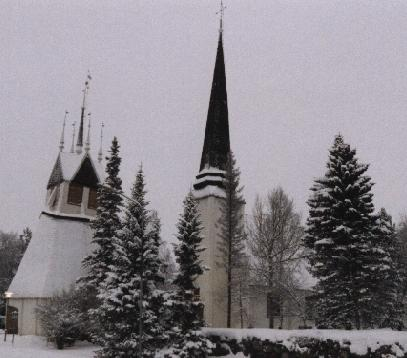
كنيسة تورنيو، يعود تاريخها إلى عام 1686.

استلمت مدينة ميثاقها من ملك السويد سنة 1621 وتأسست رسمياً في جزيرة سوينسآري (حرفياً «جزيرة الذئب»، يرجح أن الاسم جاء نسبة لأحد ملّاك الأراضي الرئيسيين في الماضي). بعترف الميثاق بكون تورنيو مركز كل التجارة في لابي طوال القرن السادس عشر. كانت أكبر مدينة تجارية في الشمال آنذاك، وفي بعض سنوات صـُنفت أغنى بلدة في المملكة السويدية. رغم التجارة نشطة مع لابي والعالم الخارجي، ظل عدد السكان البلدة مستقراً لمئات السنين عند ما يزيد قليلاً عن 500 ساكن.
خلال القرن الثامن عشر زارت تورنيو بعثات عدة من أوروبا الوسطى التي جاءت لاكتشاف القطب الشمالي. قاد أبرز بعثة (1736-1737) أحد أعضاء الأكاديمية الفرنسية، بيير لويس موبيرتيو، الذي جاء لأخذ القياسات على طول النهر تورنيو التي من شأنها أن تبين أن العالم مسطح نحو القطبين.
بدأت تجارة لابي التي تعتمد عليها تورنيو في الانحطاط في القرن الثامن عشر، وكان لا بد من انتقال الميناء أسفل النهر مرتين نتيجة لارتفاع الأرض (بعد الاترتداد الجليدي)، الأمر الذي جعل النهر ضحلاً جداً للملاحة. ومع ذلك، جاءت الضربة الأكبر لثروة المدينة في الحرب الأخيرة بين السويد وروسيا في عام 1808، والتي شهدت احتلال الروس لفنلندا وضمها. رسمت الحدود خلال أعمق قناة لنهري موونيو وتورنيو، قاسمة لابي إلى جزأين، مضرة بالتجارة. انتهى بتورنيو الأمر في الجانب الروسي من الحدود بإصرار خاص من قبل القيصر الروسي. طور السويديون قرية هابارنتا (حالياً هبارندا) على جانبهم من الحدود، لتعويض خسارة تورنيو، وأصبحت تورنيو أحادية اللغة وهي الفنلندية.
خلال الحقبة الروسية كانت تورنيو بلدة حامية خاملة. لم تنتعشت التجارة إلا في خلال حرب القرم، والحرب العالمية الأولى، عندما أصبحت تورنيو حدود مهمة لعبور البضائع والناس. خلال الحرب العالمية الأولى كان لدى تورنيو وهبارندا الصلة السككية الوحيدة التي تربط الروس بحلفائهم الغربيين.
بعد استقلال فنلندا في عام 1917 خسرت تورنيو حاميتها وشهدت مزيداً من الانحطاط رغم تزايد عدد سكانها باطراد. لم تلعب المدينة أي دور ذو أهمية في الحرب الأهلية الفنلندية، ولكنها كانت مسرحاً لقتال شوارع ضاري في بداية حرب لابي بين فنلندا وألمانيا النازية. لعل التحرير السريع للمدينة من قبل قوات الفنلندية أنقذها على الأرجح من أن تحرق مثل مدن أخرى كثيرة في لابي. ونتيجة لذلك يمكن حتى اليوم الانبهار بالكنيسة الخشبية الجميلة العائدة للعام 1686.
بعد الحرب العالمية الثانية، خلقت البلدة فرص عمل جديدة مع لابين كولتا مصنع الجعة المحلية الناجح ومصنع أوتوكومبو للفولاذ المقاوم للصدأ. كما تتنتمى صناعة السياحة القائمة على الحدود. المدينة هي مركز التعليم في لابي الغربية مع كلية تدريب مهني وجامعة للعلوم التطبيقية.
تورنيو وهبارندا لهما تاريخ مدينتين توأمين، وضعتا للدمج تحت اسم يورو سيتي. مركز مدينة جديدة قيد الإنشاء على الحدود الدولية، وتتشاركا في العديد من الخدمات البلدية. والبلدات أيضا ملعب للجولف مشتركة، وتقع على جانبي الحدود. معرض إيكيا الجديد في هبارندا به علامات إرشادية باللغة الفنلندية، كما بالسويدية، وإشارات الأسعار بالعملتين.

## الرياضة
توّج فريق بالوفيكوت تورنيو بطل فنلندا لعبة الباندي عدة مرات. ويلعب مبارياته في هبارندا، التي كانت مسرحا لمباريات في بطولة العالم للباندي عام 2001.
ولد لاعب كرة قدم تيمو تاينيو في تورنيو.

## المواصلات
يوجد تقاطع سكك حديدية في تورنيو بين شبكات السكك الحديدية الفنلندية والسويدية. يتم توفير تبادل العربات ومحور سكة متعدد ومرفق تغيير مسار السكة.
يقع مطار كيمي تورنيو في كيمي، حوالي 18 كم إلى الجنوب الشرقي من وسط مدينة تورنيو.
الطريق السريع 29 (جزء من طريق أوروبا E8) بين كيمينما وتورنيو هو أقصى طريق سيار في العالم. تورنيو أيضا في الطرف الشمالي الطريق الأوروبي E4.

## التوأمة

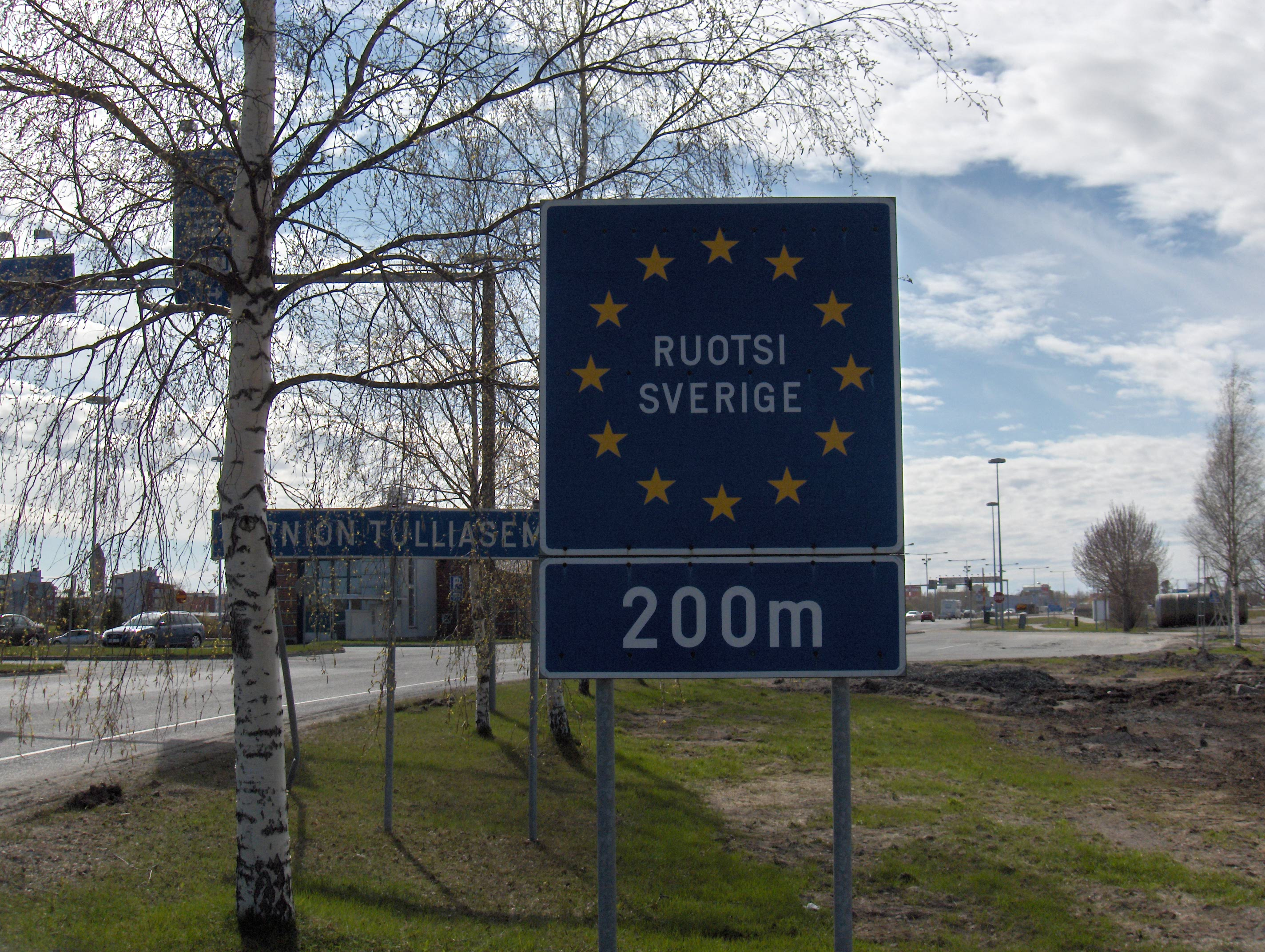
لافتة ثنائية اللغة فنلندية/سويدية تبين بـُعد 200 متر حتى دخول السويد من فنلندا، ومحطة تورنيو الجمركية

أوثق علاقات اقتصادية وثقافية لتورنيو هي مع جارتها المباشرة:
- هبارندا، السويد

ولتورنيو أيضاً صلات مع:
- ديفايسز، إنجلترا
- همرفست، نرويج
- إيكاست، الدنمارك
- كيروفسك، مورمانسك أوبلاست، روسيا
- سيكسارد، المجر
- فتلندا، السويد

## معرض صور

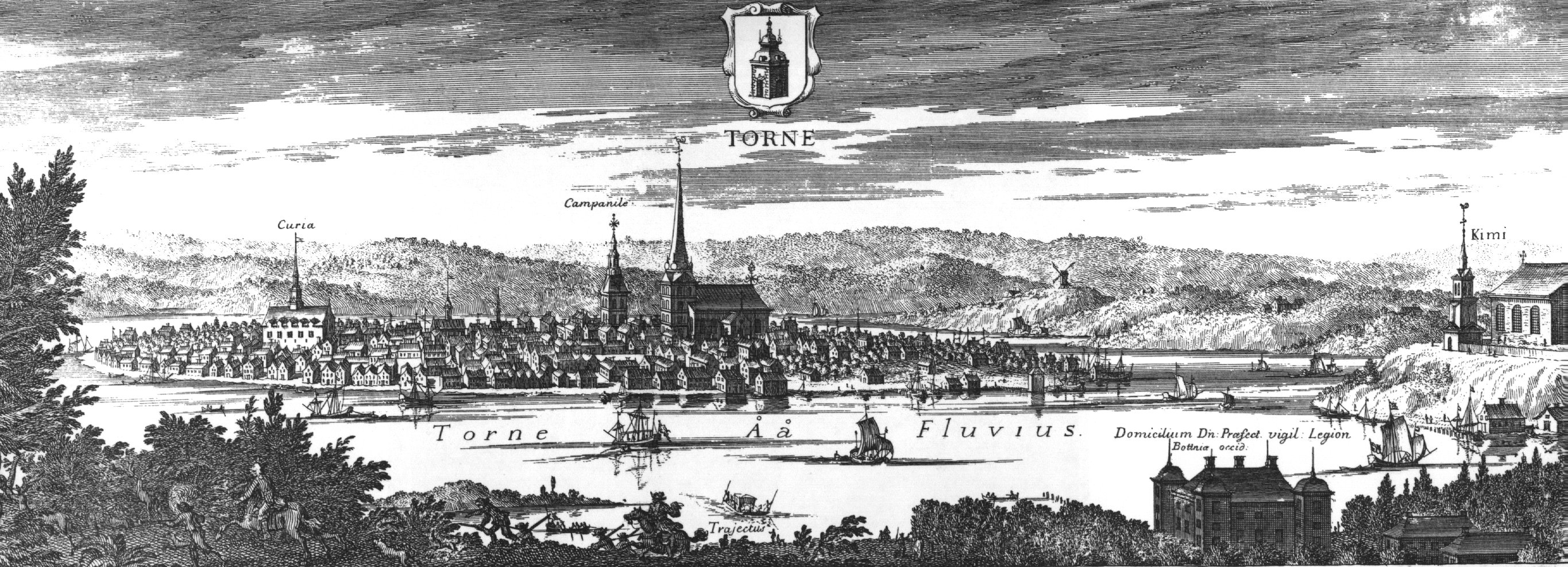
رسم من العهد السويدي
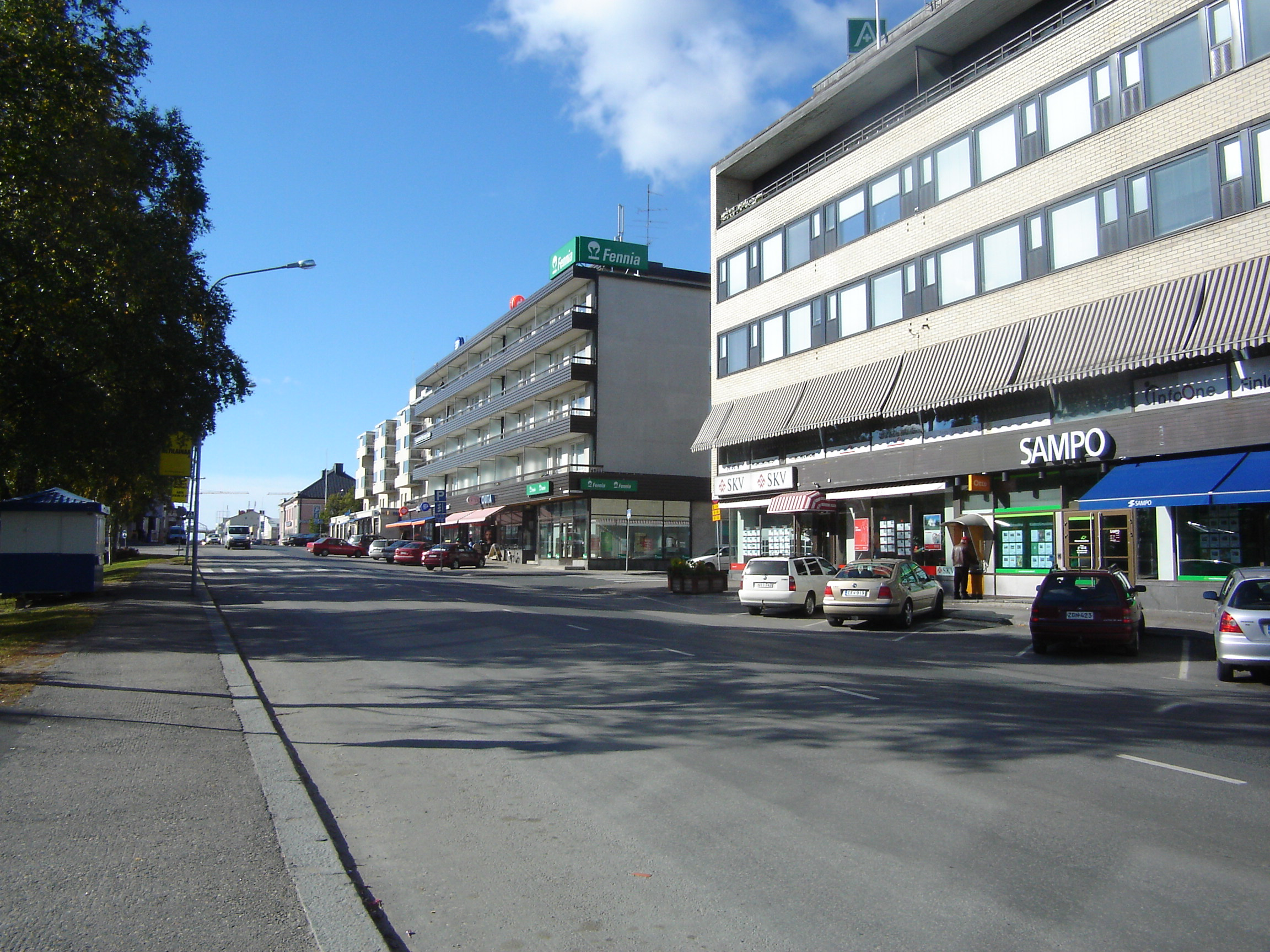
وسط تورنيو.
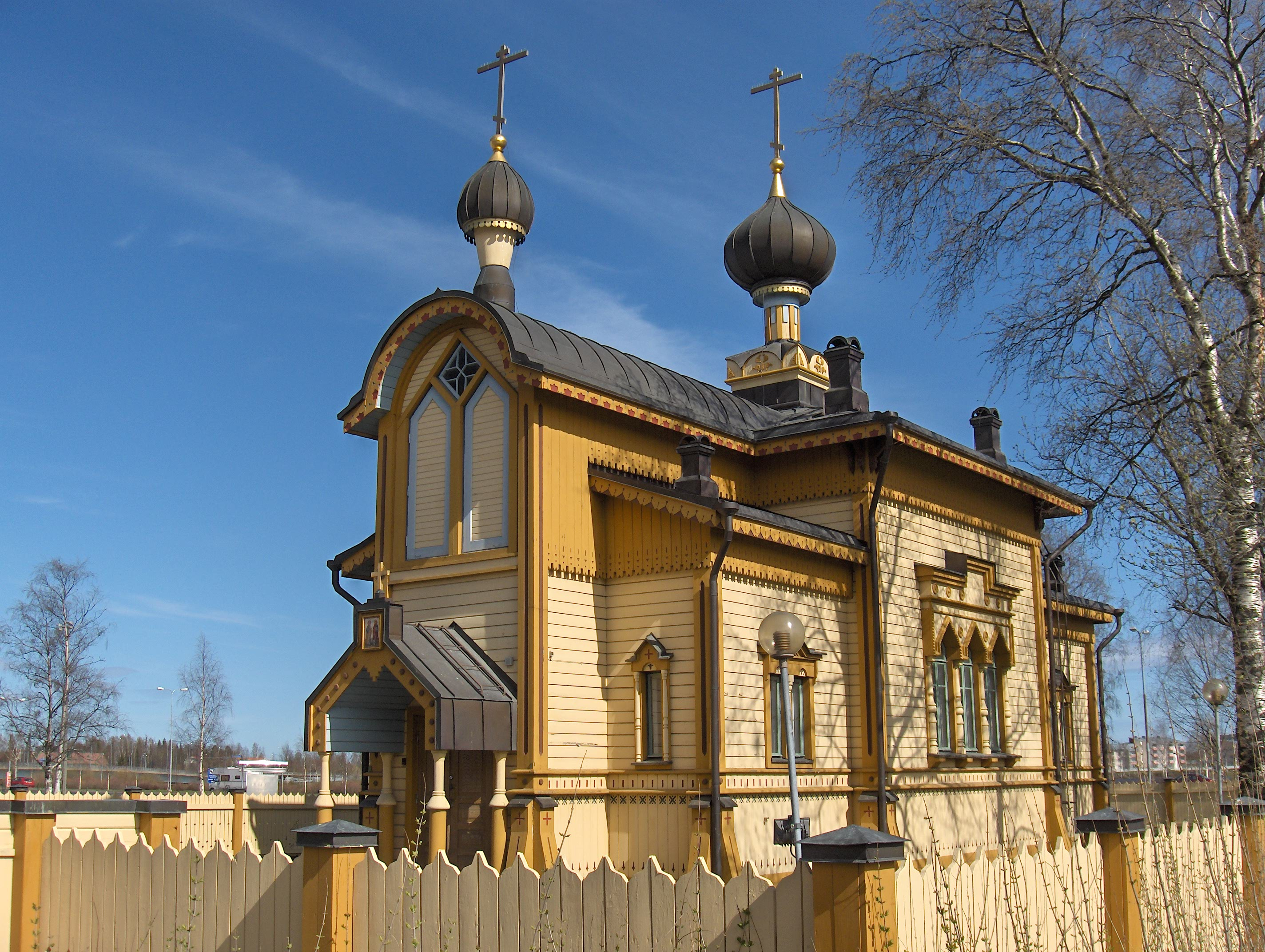
كنيسة أرثوذكسية، تورنيو
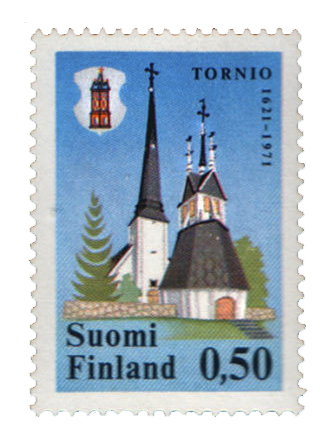
طابع بريدي فنلندا، 1971
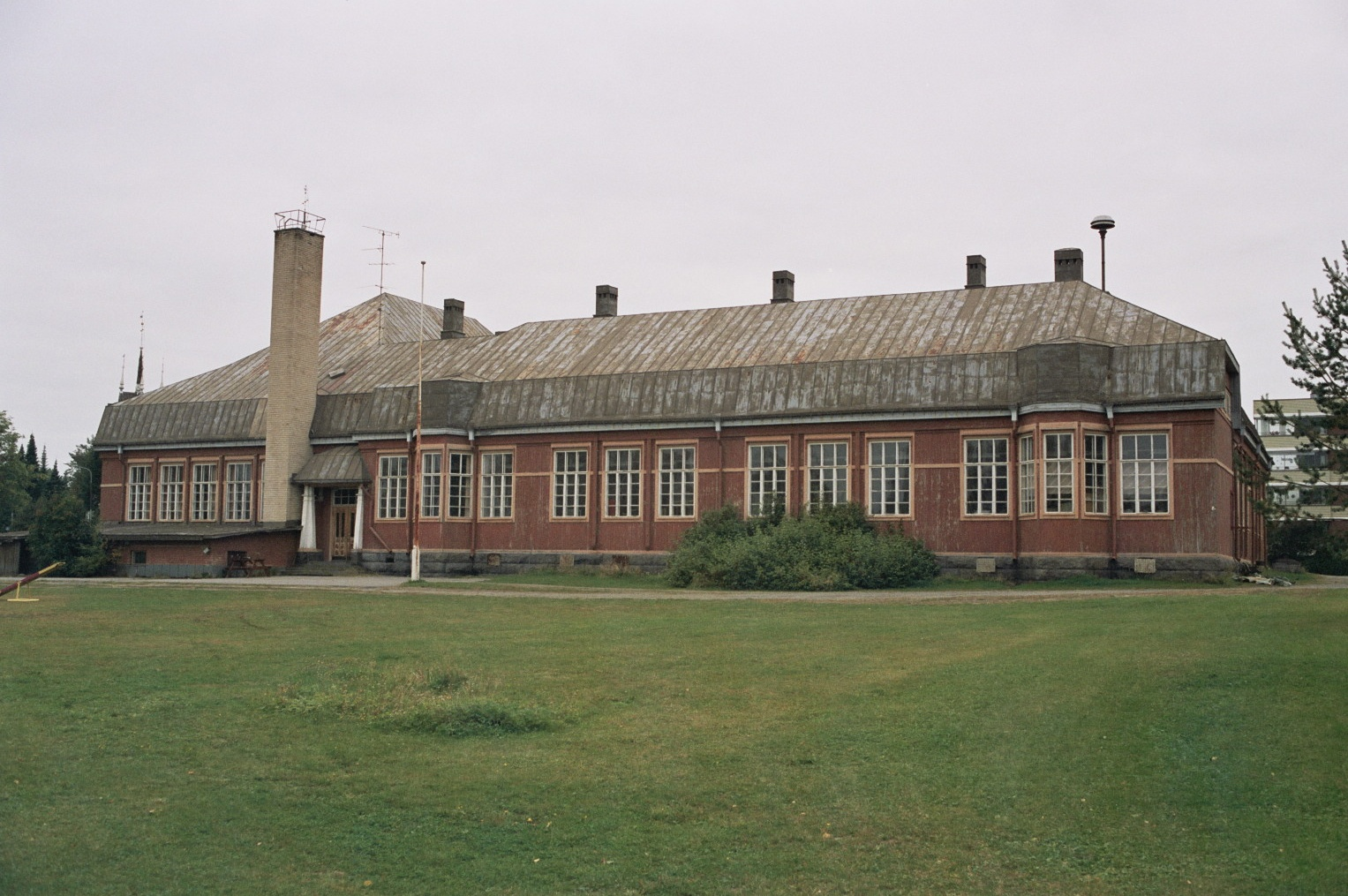
المدرسة بورتان، مبنى مدرسة قديم في حي سوينسآري بتورنيو. كان بناؤه في عام 1910.
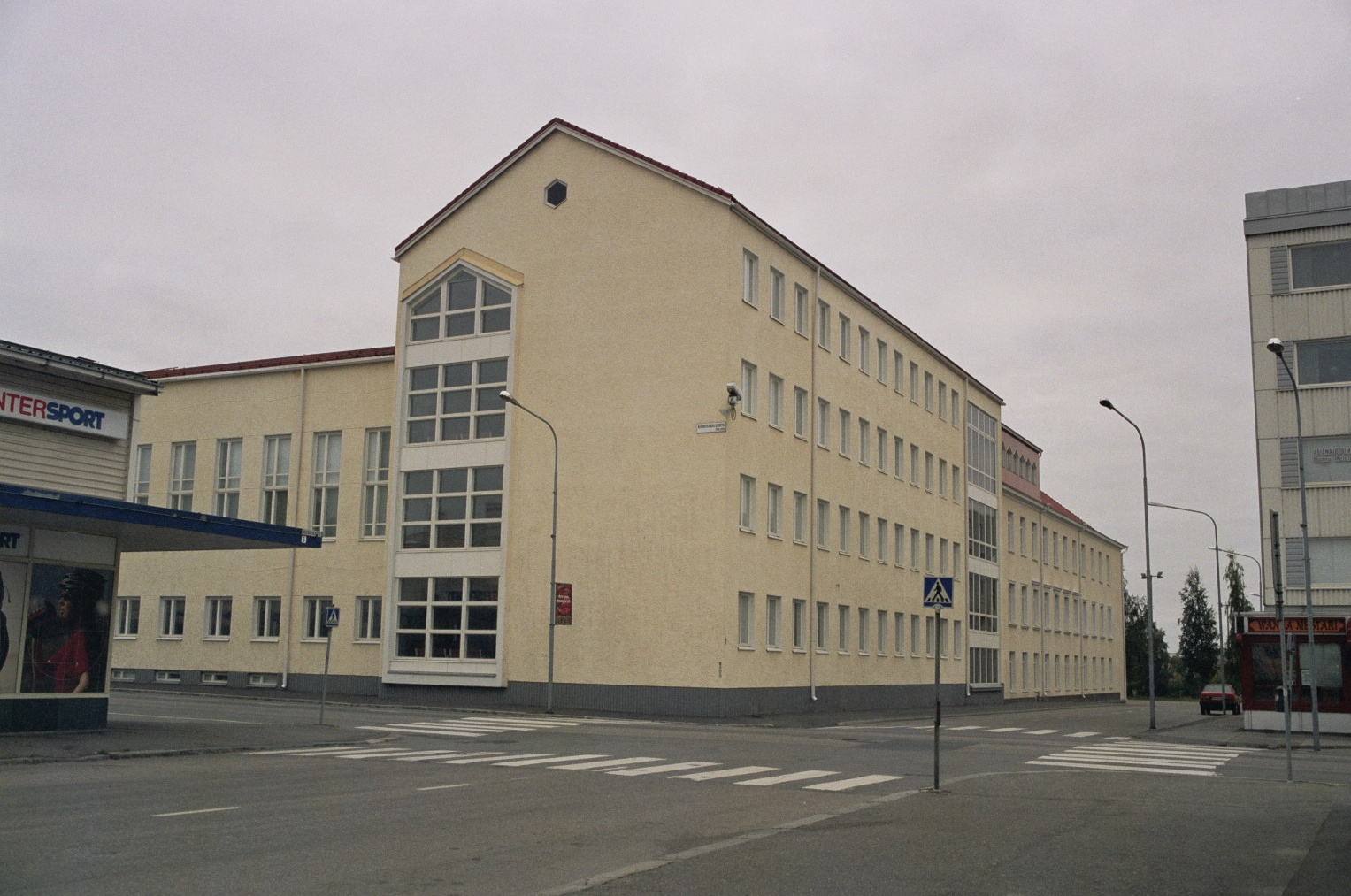
مدرسة سوينسآري، شيدت في بدايات القرن العشرين وكانت في الأصل ثكنة روسية.

## وصلات خارجية
- مدينة تورنيو – الموقع الرسمي
- Rajalla – På Gränsen نسخة محفوظة 28 يونيو 2007 على موقع واي باك مشين.